# Tychów
Tychów (łac. Tychovia, niem. Tychau) – wieś w Polsce położona w województwie łódzkim, w powiecie piotrkowskim, w gminie Czarnocin.
| SIMC    | Nazwa     | Rodzaj    |
| ------- | --------- | --------- |
| 0537214 | Abram     | część wsi |
| 0537220 | Krzyżówka | część wsi |

Wieś biskupstwa włocławskiego w powiecie piotrkowskim województwa sieradzkiego w końcu XVI wieku. W latach 1975–1998 miejscowość administracyjnie należała do województwa piotrkowskiego.